# Ашот Шайбон
Ашот Шайбон (арм. Աշոտ Շայբոն) — псевдоним Ашота Гаспаровича Гаспаряна (арм. Աշոտ Գասպարի Գասպարյան), советского писателя, драматурга, актёра и режиссёра. Член Союза писателей СССР. Годы жизни 1905 — 1982 гг.

## Биография
Ашот Гаспарян родился 26 января 1905 года в Тбилиси. В 1924 году окончил Тифлисскую школу имени Нерсисяна. Высшее образование получил в 1936 году в Московском Кинематографическом институте. С 1936 по 1941 года работал на киностудии Арменфильм. Известен своей творческой разноплановостью: кинематографист, писатель, поэт. Умер 15 января 1982 года.

## Литературные произведения
- Դինամո նվագ - 1925 г.
- Նաիրի քուչա - 1925 г.
- Կարմիր քաղաքի շրջմոլիկը - 1925 г.
- Կովկաս - 1925 г.
- Լիրիկա''' (1927) - сборник стихов
- Զրահավոր գարուն (1931)
- Վերելքի յերգեր (1932)
- Փոքրիկ լեռնագործներ (1932)
- Բրիգադիրիկը (1932)
- Ночная радуга - повесть, опубликована в 1942 году. Первая публикация автора в жанре научной фантастики
- Отечественная лирика - сборник стихов, опубликован в 1944 году[2][3]
- В стране белых теней (арм. Սպիտակ ստվերների աշխարհում) - фантастическая повесть, написана в 1951 году. На данный момент является единственным фантастическим произведением автора переведённым на русский язык. По мнению критиков является выдающимся произведением, положившим начало армянской научно-фантастической литературе. На русский язык было переведено в 1953 году под названием Победители тьмы. Книга рассказывает о путешествии и приключениях советских учёных на подводной лодке Октябрид.
- Суворовцы (1952 г.) - Пьеса в 4-х действиях с прологом) / А. Шайбон, Р. Капланян; Пер. с арм. Л. А. Карагезян; Ред. М.Ф. Овчинников.
- Տիեզերական օվկիանոսի կապիտաններ (рус. Капитаны космического океана) - продолжение повести В стране белых теней, написана в 1955 году.
- Երկիր մոլորակի գաղտնիքները (рус. Тайны планеты Земля) - продолжение повестей В стране белых теней и Капитаны космического океана, написана в 1962 году.
- Անսովոր պատմություն (рус. Непривычная история) - 1965г., повесть.
- Սերունդ''' (1965 г.)
- Խանգարիչ հանգամանք - пьеса
- Երջանիկ սերունդ - пьеса

## Фильмография
- Севанские рыбаки (1938 г.) - актёр, сценарист и режиссёр. В центре сюжета – борьба красных партизан-рыбаков за Советскую власть в Армении
- Страна родная (1945 г.) - документальный фильм. Шайбон являлся сценаристом фильма
- В стране белых теней (1953 г.) - незавершённый фильм по мотивам одноимённой повести, Шайбон работал над сценарием[4]

## Критика
В целом Шайбон получал положительную критику, чаще всего по отношению к своим научно-фантастическим произведениям.
Армянский поэт и прозаик Наири Зарьян, писал о нём:

Ашот Шайбон нашел своё место в нашей литературе.В армянской литературе не существовало научно-фантастического романа. Шайбон — первый, кто обратился к этому жанру...— Наири Зарьян